# محمدباقر شعبانی
محمدباقر شعبانی (زاده ۶ بهمن ۱۳۶۹) بازیکن فوتبال اهل ایران است.
وی سابقه بازی در تیم‌های ایرانجوان بوشهر، نساجی مازندران، صنعت ساری و پارسه تهران، آلومینیوم هرمزگان، هف سمنان و سپیدرود رشت را دارد. 